# 罗格斯大学
紐澤西州立羅格斯大學（ /ˈrʌtɡərz/），通称羅格斯大學（Rutgers University），是美國紐澤西州的最大高等学府，是一所公立研究型大學，名列公立常春藤名校之一。主校区是羅格斯大學新布朗斯維克分校，另有兩個分校在紐瓦克和肯頓。1766年11月10日創始時稱爲王后學院（Queen's College），是美國第八所高等教育學院，也是九所殖民地學院之一。1825年改为現名，紀念向學院捐贈了5000美元的美國獨立戰爭英雄亨利·羅格斯，這筆捐款使得當時財政困難的學院重獲新生。1864年它成爲贈地学院，但直到二戰結束之前都是隷屬于荷蘭歸正會的私立學校，實際上至今還保留著一定程度的私立地位。

## 歷史

### 殖民時代

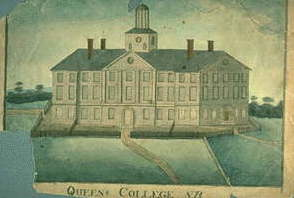
1809年繪製的“Old Queen's”，大學佈朗斯維克校區最古老的建築

在新澤西學院（今普林斯頓大學）由長老會教徒成立20年後，荷蘭歸正會也開始尋找機會在北美成立培訓神職人員的學院。
在兩位牧師西奧多羅斯·雅各布斯·弗里林海森和雅各布·羅特斯·海德堡（後來的該校第一任校長）的努力下，王后學院（Queen's College）于1766年11月10日接受新澤西總督威廉·富蘭克林頒發的憲章成立，其名來自英王喬治三世的王后梅克伦堡-施特雷利茨的夏洛特，同時成立的還有該學院的預科學校王后學院語法學校（Queen's College Grammar School）。這所今天稱爲羅格斯預科學校（Rutgers Preparatory School）的教育機構在1959年從羅格斯獨立，成爲了私立學校。
1771年第一批學生入學，1774年向一名叫做Matthew Leydt的學生頒發第一份學位證書。學院早期在一所名為“Sign of the Red Lion”的酒館裏授課，美國大革命爆發後因被英政府懷疑組織革命活動而被迫轉入私人住所裏繼續授課。

### 經濟危機
王后學院曾兩度因經濟問題而關閉。學院理事一度考慮過將其併入新澤西學院（今普林斯頓大學），也想過是不是應該將它搬到紐約市去。1808年在籌集到12,000美元捐款之後學院得以重新開學，並開始建築自己的大樓，即由建築師小約翰·麥庫姆設計的“Old Queens”。1809年4月27日該校第三任校長艾拉·康迪克特為其奠基。不久之後1784年成立的新布朗斯维克神學院從紐約布魯克林搬到新布朗斯维克，與王后學院共用教學設施。同時在一起辦學的還包括王后學院文法學校（Queen's College Grammar School）。1830年語法學校搬到了街道對面的建築裏。1856年神學院也搬到了別的地方。

### 贈地學院

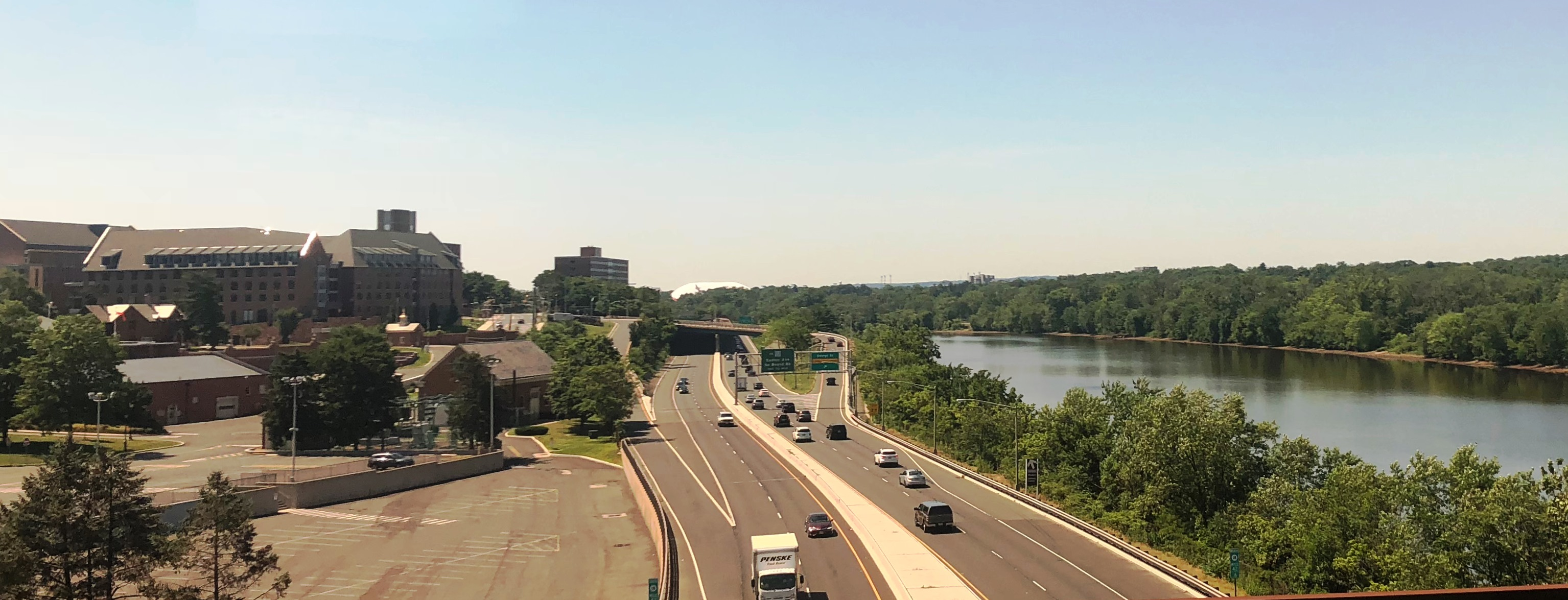
拉里坦河河畔的新布朗斯維克校區

罗格斯學院在1864年成为赠地学院，并成立罗格斯科学院（Rutgers Scientific School），教授农业、工程学和化学。罗格斯科学院后来在1880年变成了新泽西农业试验站（New Jersey Agricultural Experiment Station），1914年从中分出罗格斯学院的工程学院、1921年变成农学院（College of Agriculture），后者即今环境和生物科学院（School of Environmental and Biological Sciences）。
1918年又成立了新泽西女子学院（New Jersey College for Women），即今道格拉斯学院（Douglass College），1924年创立教育学院。随着学校规模大逐步扩大，1924年罗格斯学院终于成为罗格斯大学。而罗格斯学院仍作为其下的文理学院存在着。1945年和1969年该大学又分别建立了大学学院（University College）和利文斯顿学院（Livingston College）。

### 後期
紐澤西州州議會分別於1945年和1956年通過法案将罗格斯大学指定为州立大学。1946年罗格斯大学将纽瓦克大学并入，从此有了纽瓦克分校。1950年罗格斯大学将南泽西学院并入，从此就有了肯頓分校。

## 學術聲譽
該大學共有33個學院，行政中心在新布朗斯维克，但實際紐瓦克和肯頓兩個分校區的校長有著相當大的自主權。

### 聲譽

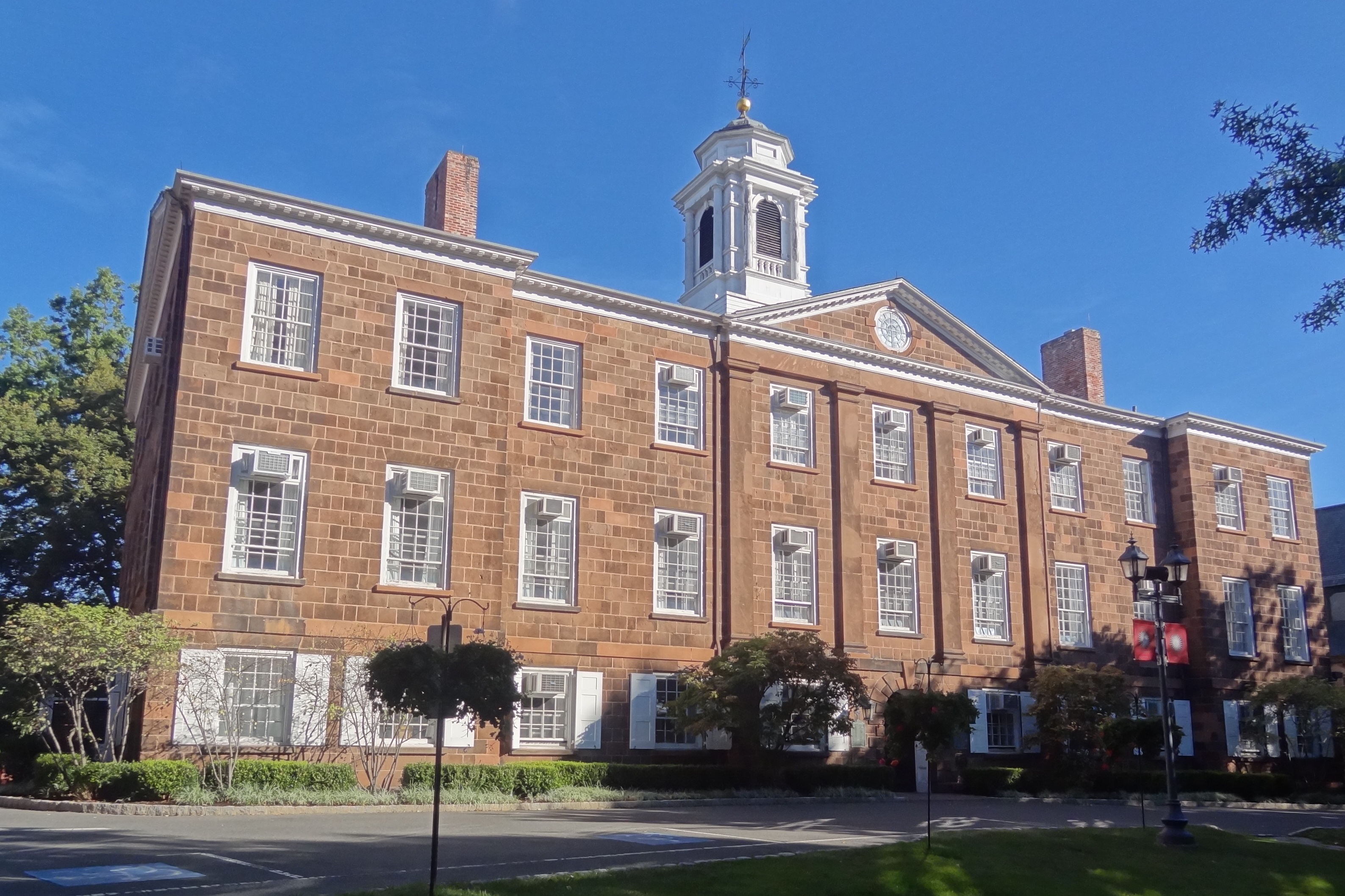
Old Queens，现为大学行政总部

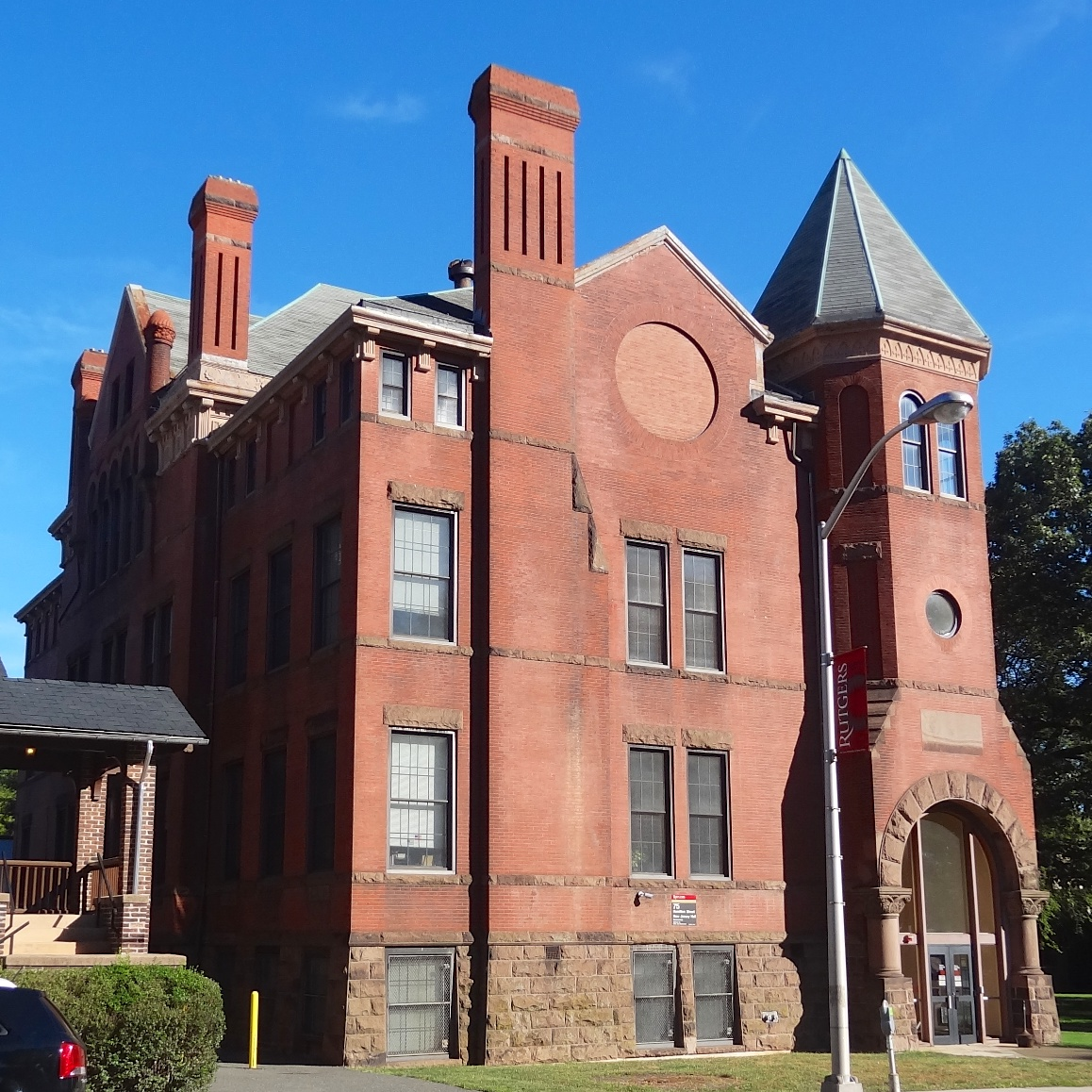
经济学院的新泽西堂（New Jersey Hall）

罗格斯曾经一度被广泛认为是哥伦比亚大学的姊妹学校，由於羅格斯大學的前身名為王后學院（Queen's College）而哥倫比亞大學本名為國王學院（King's College），而當初兩校創校時就是為了表現此種姊妹學校之關係而被命名。直到后来哥伦比亚大学成为著名的常春藤盟校之一的同時，羅格斯大學輾轉成為的紐澤西的州立大學後，二者之间之此種關係便逐漸地疏遠。其間由於財務遭受困難之時，受到美國革命將領Colonel Henry Rutgers的資助，而後便將校名改稱以紀念此事蹟。

### 學術研究
羅格斯大學於哲學領域特別卓越。根據2014-15年的《The Philosophical Gourmet Report》中，對全美及全英語系國家大學哲學系的評鑑，羅格斯大學的哲學系研究所在全美排名第2，僅次於紐約大學，與普林斯頓大學並列，在英語國家排名第3，僅次於紐約大學及牛津大學。
羅格斯大學的藥學系也名列前茅，且附近坐擁嬌生公司等醫藥資源。此外，該校物理與天文學系的新高能理論中心（NHETC, New High Energy Theory Center）也是東岸重要的高能理論物理學術領地。
羅格斯大學新布朗斯維克分校匯集許多研究性學術資源及設施，是羅格斯大学的主校区。根據ARWU 2015世界大學排名，這所分校被列入世界第64名。于2024年版美国新闻本地大学排名列入全美国大学第40名，公立大学第15名。

## 人物

### 傑出校友
- 大卫·斯特恩：美国国家篮球协会NBA总裁
- 武维华：中华人民共和国全国人民代表大会常务委员会副委员长
- 許添财：中華民國台南市第14-15任市長，前任立法院立法委员
- 许绍洋：美籍华人男歌手、演员
- 程美玮：福特汽车（中国）有限公司董事长兼首席执行官
- 格雷格·布朗：摩托罗拉公司总裁兼首席执行官
- 克里斯汀·戴维斯 美剧《欲望都市》女主角
- 張天立：台灣博客來網路書店創辦人
- 伊林：物理學家，中央研究院院士
- 賽巴斯汀·斯坦：羅馬尼亞裔美籍演員
- 馬以工：台灣環保人士。
- 車仁杓：韓國男演員、模特兒
- 3Bangz：中国说唱歌手，华语喜剧说唱代表
- 徐孟尧：字节跳动杰出研发工程师，质量保障部门高级合伙人

### 著名教授
- 湯姆·班克斯（理論物理學家）
- 菲利克斯·白劳德（數學家）
- 丹尼爾·弗里丹（理論物理學家）
- 保罗·福塞尔（作家、歷史學家）
- 哈里·哈蒙德·赫斯（地質學家）
- 亨里克·伊萬尼克（數學家）
- 吉布列·寇特利爾（理論物理學家）
- 迈克·莱斯克（計算機科學家）
- 达维德·吕埃勒（物理學家）
- 格雷·穆爾（數學物理學家）
- 安德烈·塞迈雷迪（數學家、理論計算機科學家）